# 栗寿山
栗寿山（1929年12月—2008年7月15日），祖籍内蒙古多伦，出生于山西定襄县。中华人民共和国政治人物。

## 生平
1945年7月参加革命，1948年7月加入中国共产党。1945年入伍。1945年至1950年任察哈尔省七分区多伦县大队、张北县大队、康保县大队通讯员，七分区联合支队班长。1950年至1952年任骑兵班班长、副排长、排长、副政治指导员。1952年至1956年在察哈尔省军区干部学校、洛阳步兵学校政治系学习。1956年至1963年任骑兵连政治指导员、团政治处青年股股长、师政治部组织科干事。1969年8月，任新疆霍城革委会主任、武装部政委。1974年12月任中共和田地委书记、军分区政委。1978年9月任中共塔城地委书记、人武部政委。1983年2月任新疆自治区党委常委，同年12月兼任中共乌鲁木齐市委书记、人武部政政委。1985年11月，任中共新疆维吾尔自治区区委副书记。是中共第十二、十三届中央候补委员。2004年6月离休。2008年7月15日在北京逝世，享年79岁。